# Barbus choloensis
Barbus choloensis är en fiskart som beskrevs av Norman 1925. Barbus choloensis ingår i släktet Barbus och familjen karpfiskar. IUCN kategoriserar arten globalt som sårbar. Inga underarter finns listade.